# Neufelderkoog
Neufelderkoog er en by og kommune i det nordlige Tyskland, beliggende i Amt Marne-Nordsee i den sydvestlige del af Kreis Dithmarschen. Kreis Dithmarschen ligger i den sydvestlige del af delstaten Slesvig-Holsten.

## Geografi
Kommunen danner den yderste sydvestspids af Kreis Dithmarschen. Digelinjen af kogen er den sidste del af nordbredden af Elbens udmunding i Nordsøen. Der er en del saltmarsk i kommunens område.

### Nabokommuner
Nabokommuner er (med uret fra nordvest) kommunerne Kaiser-Wilhelm-Koog, Kronprinzenkoog og Neufeld samt byen Brunsbüttel (alle i Kreis Dithmarschen).